# Recensământul din 2011 din Bulgaria

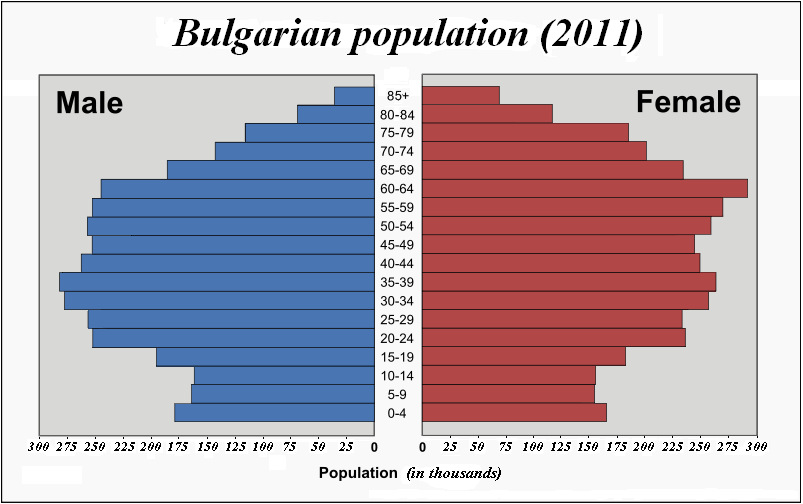
Piramida vârstelor și sexelor

Recensământul din 2011 din Bulgaria a avut loc în perioada 1–28 februarie și a fost organizat de Institutul Național de Statistică din Bulgaria⁠(bg)[traduceți]. În prima fază (1–9 februarie) recensământul a fost petrecut în formă electronică, online prin internet, iar între 10 și 28 februarie a avut loc recenzarea tradițională cu vizitarea locuițelor de către recenzori.
Rezultatele finale ale recensământului arată că la data de 1 februarie 2011, numărul total al populației Bulgariei era de 7.364.570 de locuitori, dintre care 3.586.571 de persoane sunt bărbați și 3.777.999 sunt femei, sau, la 1000 de bărbați sunt 1053 de femei.
În mediul urban locuiesc 5.338.261 de persoane (72,5%), iar în mediul rural 2.026.309 de persoane (27,5%).
În perioada dintre recensământul din 2001 și cel din 2011, numărul total al populației țării a scăzut cu 564 331 de persoane, cu un tempou mediu anual de scădere de 0,7%.
Rata medie a șomajului pe țară conform datelor recensământului este de 10,1%.
Acesta a fost primul recensământ petrecut de Bulgaria în calitate de stat membru al Uniunii Europene. A fost pentru prima dată când țara a aplicat și metoda online de recenzare, înregistrându-se un interes sporit din partea populației în acest sens: 41% din populația țării a fost recenzată prin internet (în Sofia - 66%).

## Etnie
| Bulgari | 5,664,624 | 84.8 / 76.9 |
| Turci | 588,318   | 8.8 / 8.0   |
| Romi | 325,343   | 4.9 / 4.4   |
| Ruși | 9,978     | 0.1         |
| Armeni | 6,552     | 0.1         |
| Aromâni (oficial: Vlahi) | 3,684     | 0.1         |
| Sărăcăciani | 2,556     | 0.0         |
| Ucraineni | 1,789     | 0.0         |
| Macedoneni | 1,654     | 0.0         |
| Greci | 1,379     | 0.0         |
| Evrei | 1,162     | 0.0         |
| Români | 891       | 0.0         |
| Alții | 19,659    | 0.3         |
| Nu au răspuns | 736,981   | 10.01       |
| Total | 7.364.570 | 7.364.570   |
| 1 Procentajul grupurilor etnice este calculat doar din totalul celor care au răspuns la întrebarea opțională referitoare la etnie (6.680.980 în total) și nu include cele circa 700.000 de persoane (10% din populație) care nu au răspuns la întrebare |           |             |

## Limbă
Populația țării după limba maternă:
| Limbă           | Persoane | % din total | % din cei care au răspuns |
| --------------- | -------- | ----------- | ------------------------- |
| Bulgară         | 5659024  | 76,84%      | 85,81%                    |
| Turcă           | 605802   | 8,23%       | 9,19%                     |
| Romani          | 281217   | 3,82%       | 4,26%                     |
| Rusă            | 15808    | 0,21%       | 0,24%                     |
| Armeană         | 5615     | 0,08%       | 0,09%                     |
| Română          | 5523     | 0,07%       | 0,08%                     |
| Greacă          | 3224     | 0,04%       | 0,05%                     |
| Aromână (Vlahă) | 1826     | 0,02%       | 0,03%                     |
| Ucraineană      | 1755     | 0,02%       | 0,03%                     |
| Macedoneană     | 1404     | 0,02%       | 0,02%                     |
| Arabă           | 1397     | 0,02%       | 0,02%                     |
| Tătară          | 1372     | 0,02%       | 0,02%                     |
| Ebraică         | 147      | 0,00%       | 0,00%                     |
| Altele          | 10476    | 0,14%       | 0,16%                     |
| Au răspuns      | 6594590  | 89,54%      | 100,00%                   |
| Nu s-au decis   | 47564    | 0,65%       |                           |
| Nu au răspuns   | 722416   | 9,81%       |                           |
| Total           | 7364570  | 100,00%     |                           |

## Religie
Aparatenența confesională a populației Bulgariei:
| Confesiune                  | Persoane  | % din cei care au răspuns | % din total |
| --------------------------- | --------- | ------------------------- | ----------- |
| Biserica Ortodoxă Bulgară   | 4.374.135 | 76.0%                     | 59.4%       |
| Islam                       | 577.139   | 10.0%                     | 7.8%        |
| Niciuna (Ireligiozitate)    | 272.264   | 4.7%                      | 3.7%        |
| Protestantism               | 64.476    | 1.1%                      | 0.9%        |
| Romano-catolicism           | 48.945    | 0.8%                      | 0.7%        |
| Biserica Apostolică Armeană | 1.715     | 0.0%                      | 0.0%        |
| Iudaism                     | 706       | 0.0%                      | 0.0%        |
| Alta                        | 9.023     | 0.2%                      | 0.1%        |
| Nu s-au decis               | 409.898   | 7.1%                      | 5.6%        |
| Nu au răspuns               | 1.606.269 | -                         | 21.8%       |
| Total au răspuns            | 5.758.301 | 100%                      | 78.2%       |
| Total                       | 7.364.570 | -                         | 100%        |

## Cetățenie
Conform rezultatelor recensământului, 22 152 de locuitori (0,3 % din populație) au indicat că au dublă cetățenie. În total, în țară locuiesc 36 723 de cetățeni străini, dintre care 8 444 (23 %) sunt cetățeni ai Uniunii Europene. Restul dețin cetățenii ale altor țări după cum urmează:
- Rusia — 11 991 (65,1 %)
- Ucraina — 3 064 (16,6 %)
- Macedonia — 1 091 (5,9 %)
- Moldova — 893 (4,8 %)
- Serbia — 569 (3,1 %)